# Antonio Tozzi

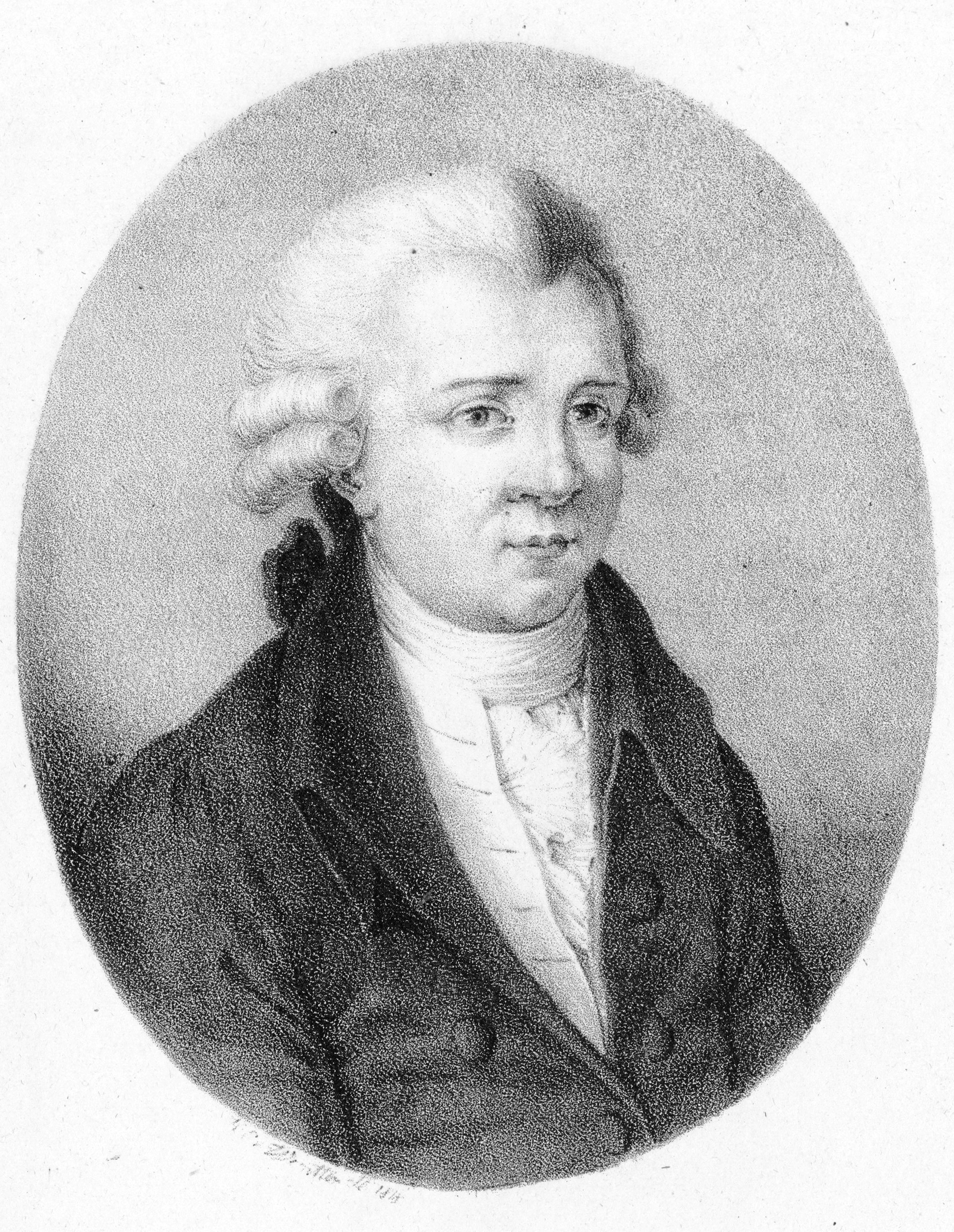
Antonio Tozzi

Antonio Tozzi (* um 1736 in Bologna; † nach 1812 ebenda) war ein italienischer Opernkomponist.

## Leben
Antonio Tozzi erhielt seine Ausbildung bei Padre Giovanni Battista Martini und wurde 1761 in die Accademia Filarmonica aufgenommen. Seine ersten Opern wurden in Venedig ab 1762 aufgeführt, darunter war mit der semiseria La morte di Dimone die erste Vertonung eines Librettos von Giovanni Bertati, die mit großem Aufwand an Maschinerie, Chor und Ballett sechzehn Personen auftreten lässt, darunter vier Gottheiten. Tozzi heiratete die aus Mailand stammende Opernsängerin Marianna Bianchi. Ab 1764 wirkte er neben Hofkapellmeister Johann Gottfried Schwanberger am Braunschweiger Opernhaus am Hagenmarkt, als Dirigent und Komponist. 1772 wurde er zum Hofkapellmeister in München berufen und brachte dort seine tragedia Orfeo ed Euridice zu Aufführung. Der Skandal, den ein Verhältnis mit der Gräfin Törring-Seefeld auslöste, zwang ihn 1775 zum Verlassen der Stadt, was Leopold Mozart in einem Brief an seine Frau folgendermaßen kommentiert: „Die Historie vom Tozi und der gräfin Seefeld darfst du iederman erzehlen, so sehen die Leute, daß die welschen aller Orten spitzbuben sind.[sic!]“ (Brief vom 3. März 1775 an seine Frau Anna Maria in Salzburg).
Nachdem er eine weitere Oper in Venedig komponierte und produzierte, Rinaldo, deren Libretto die Textquelle von Haydns Armida werden sollte, verlegte er im Februar 1776 seinen Hauptwirkungsbereich nach Spanien, wo er bei Madrid und in Barcelona neben eigenen Werken (wie zum Beispiel I due gemelli Castore e Polluce anlässlich der Geburt von Zwillingen des späteren Königs Karl IV.) Opern von Martín y Soler, Paisiello, Cimarosa, Guglielmi und Anfossi zur Aufführung brachte.
Unter Tozzis etwa zwanzig Opern sind einige Dramma giocoso, aber mit Dramma, Dramma Serio, Tragedia und Opera seria wiegt eindeutig das heroisch-mythologische Element vor. Sein Schaffen ist gekennzeichnet durch große dramatische und melodische Fähigkeiten und einen kompakten Stil der Orchestrierung, der oftmals jeder einzelnen Streicherstimme eine bestimmte Aufgabe zuweist, zum Beispiel rhythmische Markierung, motivische Unterstützung, Doppelung der Singstimme oder Etablierung einer Gegenmelodie. Im zeitgenössischen Diario de Barcelona wurde er des Öfteren der führende Komponist Barcelonas genannt.

## Werke

### Bühnenwerke
- Tigrane, dramma per musica; Libretto: Carlo Goldoni, Francesco Silvani; Venedig 1762[1]
- La morte di Dimone, o sia L’innocenza vendicata, dramma serio-giocoso; Libretto: Giovanni Bertati, Joseph Felix von Kurz; Venedig 1763[2]
- Andromaca, dramma serio; Libretto: Antonio Salvi; Braunschweig 1765
- Arcifanfano, dramma giocoso; Libretto: Carlo Goldoni; Braunschweig 1766
- Il re pastore, opera; Libretto: Pietro Metastasio; Braunschweig 1766/1767?
- Siroe, opera; Libretto: Pietro Metastasio; Braunschweig 1766/1767?
- Adriano in Siria, dramma per musica; Libretto: Pietro Metastasio; Modena 1770[3]
- Il paese della cuccagna, dramma giocoso; Libretto: Carlo Goldoni; Bologna 1771[4]
- Zenobia, dramma per musica; Libretto: Pietro Metastasio; München 1773[5]
- Orfeo ed Euridice, azione teatrale; Libretto: Marco Coltellini; München 1775[6]
- Rinaldo, dramma per musica; Libretto: Giovanni Bertati; Venedig 1775[7]
- Le gemelle, dramma giocoso; Libretto: Girolamo Tonioli; Madrid 1776[8]
- La serva astuta, dramma giocoso; München 1776
- Lo scherzo della magia, ossia La casa incantata, dramma giocoso; Libretto: Francesco Cerlone; Barcelona 1783[9]
- I due gemelli Castore e Polluce, favola in musica; Barcelona 1783
- Caio Mario, dramma per musica; Libretto: Gaetano Roccaforte; Barcelona 1785
- La caccia di Enrico IV, opera buffa; Libretto: Giuseppe Palomba; Barcelona 1788
- Zemira ed Azor, dramma giocoso; Libretto: Lorenzo da Ponte; Barcelona 1791[10]
- L’amore della patria, rappresentazione serio-giocosa; Libretto: Pietro Chiari; Barcelona 1793 und 1801[11]
- I due ragazzi savoiardi, dramma giocoso; Barcelona 1794
- Angelica e Medoro, dramma eroico-pastorale; Libretto: Gaetano Sertor nach Pietro Metastasio; Barcelona 1805[12]

### Oratorien und Kantaten
- Il trionfo de Gedeone, Oratorium; Libretto: G. Fattiboni; Castelbolognese 1771
- Sant’Elena al Calvario, Oratorium; Libretto: Pietro Metastasio; Madrid 1790
- El triunfo de Venus, Kantate; Barcelona 1802
- Kantate für Sopran und Instrumente

### Sonstige Vokalwerke
- Antifona; Bologna 1761
- Sinfonia e Kyrie D-Dur
- Chirie
- Gloria D-Dur
- Gloria
- Credo
- Credo D-Dur
- Laudate pueri, Psalm
- Magnificat B-Dur
- Miserere C-Dur
- Si mio cor ci vuol’ingegno, Madrigal

### Instrumentalwerke
- 8 Sonaten und eine Ouvertüre für Tasteninstrument

### Sonstige Werke
- Kontrapunkt-Studien